# Three on a Couch
Three on a Couch (no Brasil, Três em um Sofá), é um filme de comédia de 1966, produzido, dirigido e protagonizado por Jerry Lewis.

## Sinopse
Christopher Pride (Jerry Lewis) pretende se casar com sua namorada, Elizabeth Accord (Janet Leigh) e viajar com ela para Paris. Mas, ela se recusa a ir pois, como é uma psicanalista, tem que lidar com três pacientes que estão deprimidas com seus relacionamentos. Sendo assim, Christopher tem a ideia de se passar por três homens com personalidades diferentes para preencher o vazio das três moças, pois com isso elas não iriam mais precisar das consultas. Mas infelizmente, ao invés do plano desenrolar a situação, ele acaba complicando ainda mais.

## Elenco
- Jerry Lewis - Christopher Pride/ Warren/ Ringo/ Rutherford/ Heather
- James Best - Dr. Ben Mizer
- Janet Leigh - Dra. Elizabeth Acord
- Leslie Parrish - Maru Lou Mauve
- Mary Ann Mobley - Susan Manning
- Gila Golan - Anna Jacque
- Kathleen Freeman - Murphy
- Buddy Lester - Bêbado
- Renzo Cesana - Embaixador

## Ficha técnica
- Estúdio: Columbia Pictures/ Jerry Lewis Productions
- Distribuição: Columbia Pictures
- Direção: Jerry Lewis
- Roteiro: Bob Ross e Samuel A. Taylor
- Produção: Jerry Lewis
- Música: Louis Y. Brown
- Fotografia: W. Wallace Kelley
- Figurino: Moss Mabry
- Edição: Russel Wiles

## Curiosidades
- Esse foi o primeiro filme que Jerry Lewis fez para a Columbia Pictures, após o término de seu contrato de dezessete anos com a Paramount.
- Os comediantes Buddy Lester e Fritz Feld fazem uma ponta no filme.